# Camille livre le maître d'école de Faléries à ses écoliers
Camille livre le maître d'école de Faléries à ses écoliers (italien : Camillo libera il maestro dei Faleri e i suoi scolari) est une huile sur toile peinte par Poussin en 1637. Il est conservé au musée du Louvre à Paris depuis les saisies révolutionnaires de 1794, actuellement exposé dans le Département des peintures.

## Historique
Camille livre le maître d'école de Faléries à ses écoliers est réalisé en 1637 par Nicolas Poussin sur commande de Louis Ier Phélypeaux de La Vrillière qui souhaite l'installer dans la Galerie dorée de l'hôtel de La Vrillière. Pour Henri Sauval, il s'agit de la plus belle peinture de la Galerie dorée.
En 1705, le tableau est vendu avec la propriété à Louis Raulin Rouillé (contrôleur général des Postes), puis vendu avec la propriété par la veuve Rouillé en 1713 à Louis-Alexandre de Bourbon. L'hôtel et le tableau deviennent ensuite propriété de son fils Louis de Bourbon, duc de Penthièvre, puis est saisi lors de la Révolution et transporté au Louvre en 1794.

## Description
Le tableau est une peinture à l'huile sur toile de 252 × 265 cm.
Nicolas Poussin dira l'avoir peint « d'une manière sévère, comme il est raisonnable considérant le sujet qui est héroïque ». Les dessins préparatoires du tableau montrent comment le peintre s'est d'abord intéressé à intégrer les personnages de premier plan : Marcus Furius Camillus sur son prétoire, le licteur qui se tient derrière lui, les écoliers et le maître déchu.
On retrouve ce sujet dans plusieurs peintures antérieures, mais avec des variations sur le choix de la place de chaque élément (Camille ou Faléries à droite ou à gauche, Camille assis ou debout, enfants en arrière-plan ou en premier plan…). Dans la peinture de Poussin, Camille est au premier plan, à gauche et de profil, et les enfants sont au premier plan à droite avec le maître d'école. Deux licteurs, lance à la main, se tiennent derrière Camille. Les choix de Poussin semblent avoir été inspirés d'une illustration de Plutarque (version latine de 1516). Selon Otto Grautoff, Poussin se serait plus inspiré des choix iconographiques de la Timoclée captive amenée devant Alexandre (par Le Dominiquin circa 1615). D'autres sources peuvent l'avoir influencé.

## Contexte historique
La scène représente, dans le contexte de la prise de Faléries (Troisième tribunat consulaire 394-391), la punition infligée par Camille au maître d'école qui voulut lui livrer les enfants falisques contre faveur :

« Les Falisques [...] se confiaient en la bonté de leurs fortifications [...] [et] les enfants se rendaient à l'école publique et sortaient hors des murs avec leur maître. [...] Le maître d'école, qui, par le moyen de ses élèves, voulait livrer les Falisques aux Romains, les menait tous les jours hors de la ville. [...] Enfin, les ayant un jour tous rassemblés, il donne à dessein dans les premières gardes des ennemis et, leur remettant ces enfants entre les mains, il demande qu'on le présente à Camille. [...] Camille, révolté d'une si noire perfidie, [...] commande qu'on déchire les habits de cet homme, qu'on lui lie les mains derrière le dos et qu'on donne des verges et des courroies aux enfants, afin qu'ils ramènent ce traître dans la ville en le frappant sans relâche. Cependant les Falisques avaient reconnu la trahison de leur maître d'école et toute la ville était [...] dans la plus grande consternation [...] lorsque tout à coup ils voient paraître leurs enfants qui ramenaient leur maître nu et lié, en le frappant de verges et appelant Camille leur dieu, leur sauveur et leur père. À cette vue, [...] tous les autres citoyens, pénétrés d'admiration pour Camille, ont unanimement le même désir de s'en rapporter à sa justice. Ils s'assemblent sur-le-champ et lui envoient des députés pour se remettre à sa discrétion. »

— Plutarque, Vies parallèles, Camille, 10.

## Galerie dorée
Dans son contexte d'origine, le tableau était accompagné de huit autres œuvres réunies dans la Galerie dorée de l'hôtel de La Vrillière, dont :
- Le Guerchin, Coriolan supplié par sa mère (1643), Caen, musée des Beaux-arts
- Le Guerchin, Les Adieux de Caton d'Utique à son fils, 1635, huile sur toile, 263 × 267 cm, musée des Beaux-Arts de Marseille
- Le Guerchin, Hersilie séparant Romulus et Tatius, 1645, huile sur toile, 253 × 267 cm, musée du Louvre
- Pierre de Cortone, César remet Cléopâtre sur le trône d'Égypte, musée des beaux-arts de Lyon
- Pierre de Cortone, La Découverte de Remus (Musée du Louvre)
- Alessandro Turchi, La Mort de Cléopâtre (~1640), 255 × 267 cm, musée du Louvre, Paris
- Pierre de Cortone, Auguste et la Sibylle, musée des beaux-arts de Nancy
- Carlo Maratta, L'empereur Auguste ferme les portes du temple de Janus ou La Paix d'Auguste (1655-57), 280 × 275 cm, palais des Beaux-Arts de Lille